# 印多吉湖
印多吉湖（緬甸語： [ʔɪ́ɴdɔ̀dʒḭ́]）也译为因道支湖:127、因道歧湖，是缅甸北部克钦邦莫罕镇境内的一个内陆湖，是缅甸同时也是东南亚最大的内陆湖。印多吉湖及其周围的沼泽栖息着大量珍惜野生动物，周边地区于1999年成立了印多吉湖野生动物保护区。